# Міністерство з питань демографії, сім'ї, молоді та соціальної політики Хорватії
Міністерство з питань демографії, сім'ї, молоді та соціальної політики Республіки Хорватії (хорв. Ministarstvo za demografiju, obitelj, mlade i socijalnu politiku Republike Hrvatske) — вищий орган виконавчої влади Хорватії у сфері соціального забезпечення, догляду та захисту людей і сімей, молоді, інвалідів, жертв торгівлі людьми, біженців та шукачів притулку. Міністерство також веде професійну діяльність, пов'язану з опікунством і усиновленням.

## Історія
У 1990–2003 роках ці завдання виконувало Міністерство праці та соціального забезпечення Хорватії. З 23 грудня 2003 по 23 грудня 2011 року його функції було розділено між двома іншими міністерствами. Соціальний захист було об'єднано з тодішнім Міністерством охорони здоров'я в одне нове міністерство, а питання праці було віддано Міністерству економіки, утворивши тим самим Міністерство економіки, праці та підприємництва.
Після 23 грудня 2011 року питання праці об'єднано з пенсійним захистом у нове Міністерство праці та пенсійної системи, а решту питань соціального забезпечення віддано новоутвореному Міністерству соціальної політики і молоді (хорв. Ministarstvo socijalne politike i mladih), проблеми молоді до якого перейшли від реорганізованого Міністерства у справах сім'ї, ветеранів та солідарності між поколіннями. В жовтні 2016 Міністерство соціальної політики та молоді До жовтня 2016 змінило назву на Міністерство з питань демографії, сім'ї, молоді та соціальної політики.
22 липня 2020 року, відповідно до положення статті 3, пункту 3 Закону про устрій та сферу діяльності органів державного управління (Офіційний вісник 85/20), міністерство припинило свою роботу, а його функції в галузі соціальної політики та сім'ї перебрало на себе Міністерство праці, пенсійної системи, сім'ї та соціальної політики, тоді як питання, пов'язані з демографією та молоддю, перейшли до Центрального державного управління з питань демографії та молоді.

## Список міністрів
| Міністр           | Партія    | Вступ на посаду | Відхід з посади |
| ----------------- | --------- | --------------- | --------------- |
| Міланка Опачич    | СДПХ      | 23 грудня 2011  | 22 січня 2016   |
| Бернардиця Юретич | Незалежна | 22 січня 2016   | 19 жовтня 2016  |
| Нада Мурганич     | ХДС       | 19 жовтня 2016  | 19 липня 2019   |
| Весна Бедекович   | ХДС       | 19 липня 2019   | 22 липня 2020   |